# The Wackiest Wagon Train in the West
The Wackiest Wagon Train in the West is een Amerikaanse filmkomedie uit 1976 onder regie van Jack Arnold, Earl Bellamy, Bruce Bilson en Oscar Rudolph.

## Verhaal
Door het gestoethaspel van zijn stalknecht Dusty wordt de huifkar van de voerman Callahan gescheiden van de rest van de karavaan. Zo moeten zeven verdwaalde reizigers alleen in Californië zien te komen. Onderweg ontmoeten ze onder meer indianen, veedieven en een woeste menigte, die Dusty wil zien hangen.

## Rolverdeling
| Acteur             | Personage          |
| ------------------ | ------------------ |
| Bob Denver         | Dusty              |
| Forrest Tucker     | Callahan           |
| Ivor Francis       | Carter Brookhaven  |
| Jeannine Riley     | Lulu McQueen       |
| Lori Saunders      | Betsy              |
| Lynn Wood          | Daphine Brookhaven |
| William Cort       | Andy               |
| Eddie Little Sky   | Natuma             |
| Ernest Esparza III | Indiaanse jongen   |
| Don Barry          | Sheriff            |
| Buck Young         | Uriah              |
| James Gammon       | Roy                |
| Dennis Fimple      | McGirk             |
| John Quade         | Jake               |
| Dick Peabody       | Kyle Skullner      |